# Eragrostis spectabilis
Eragrostis spectabilis là một loài thực vật có hoa trong họ Hòa thảo. Loài này được (Pursh) Steud. mô tả khoa học đầu tiên năm 1840.

## Hình ảnh

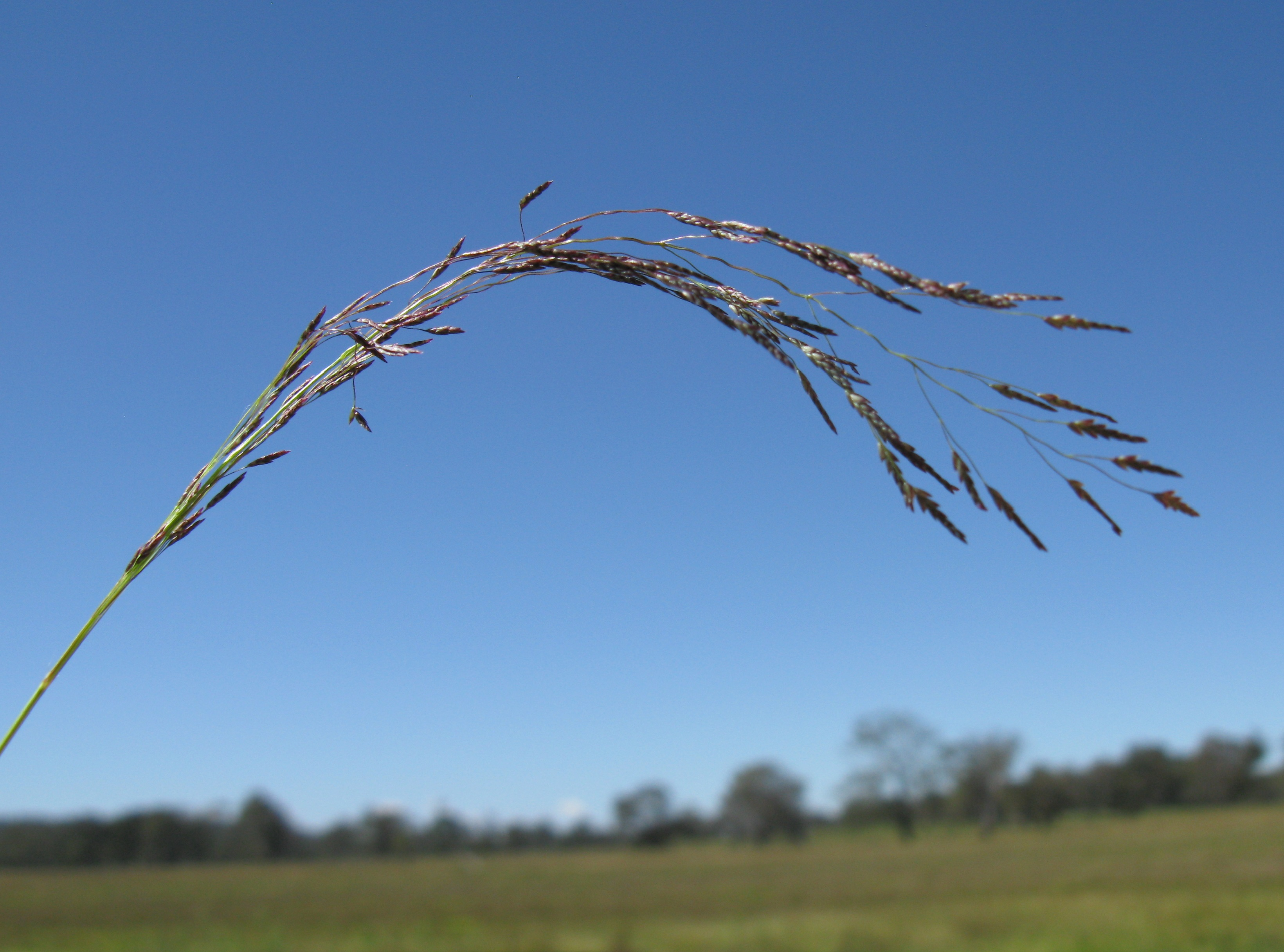
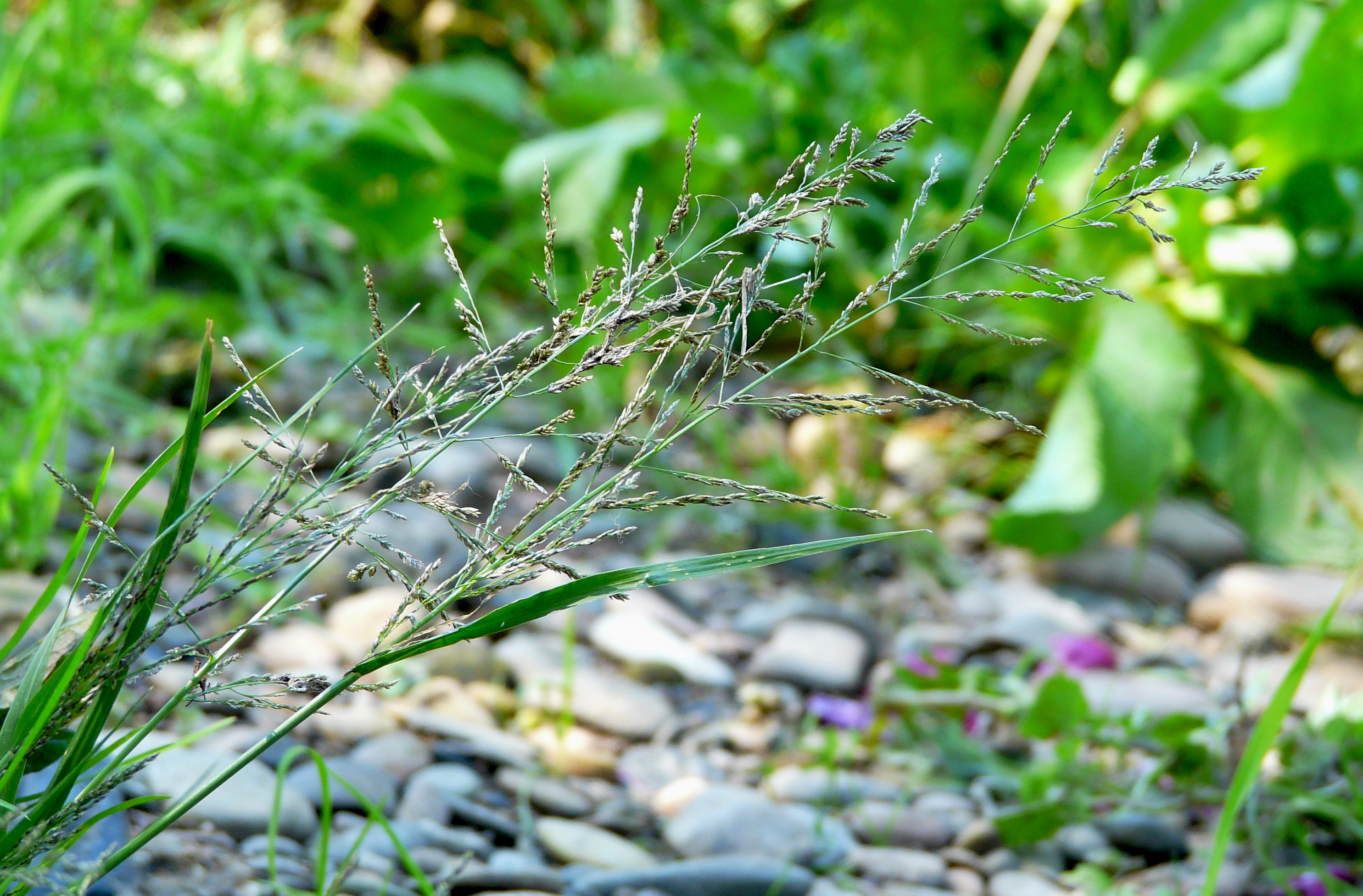
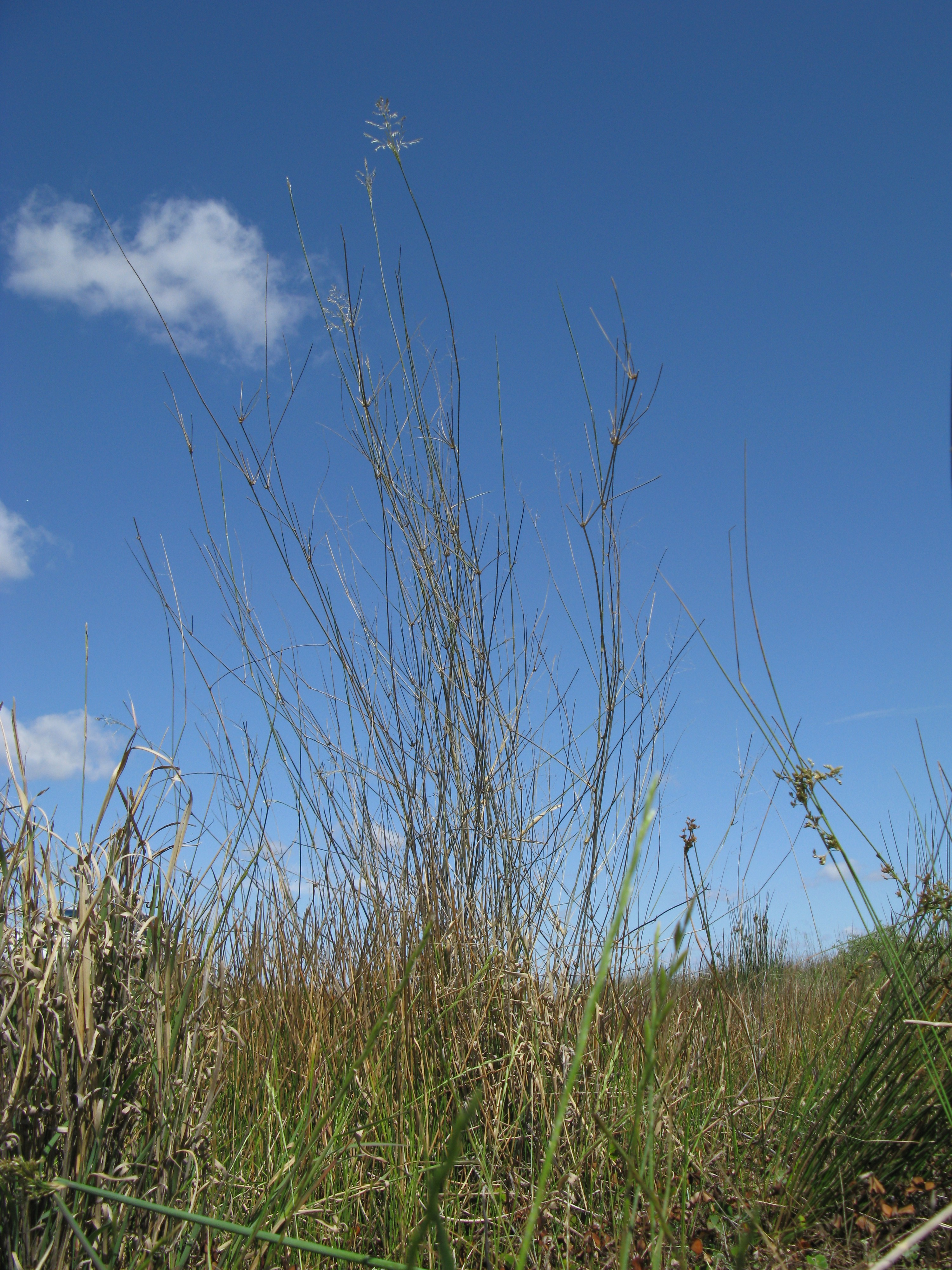
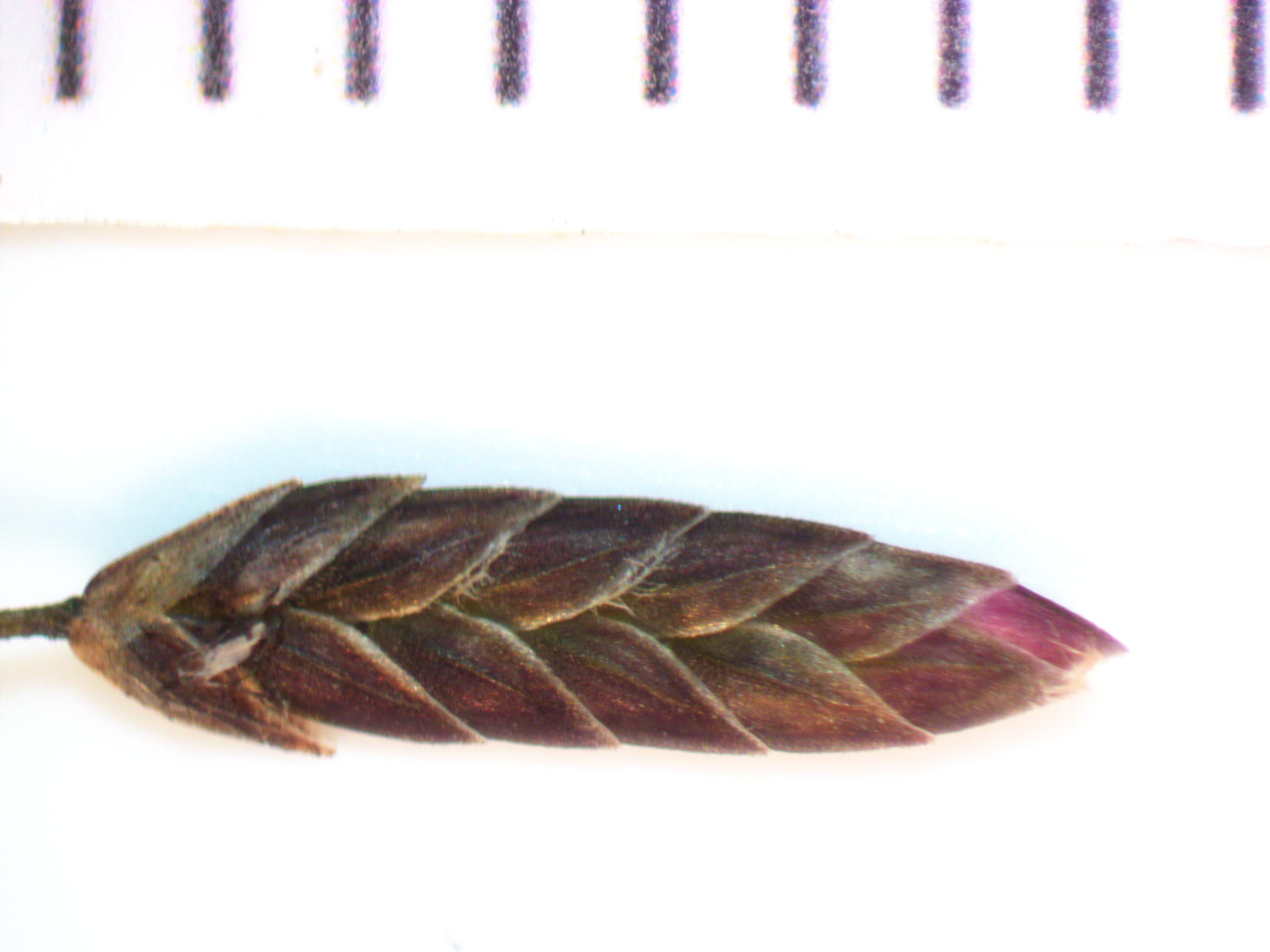